# Blow Your Mind (Mwah)
"Blow Your Mind (Mwah)" é uma canção da cantora inglesa Dua Lipa, gravada para o seu álbum de estreia homônimo (2017). Foi composta pela própria intérprete com o auxílio de Lauren Christy e Jon Levine, sendo produzida pelo último. O seu lançamento ocorreu em 26 de agosto de 2016, através da Dua Lipa Limited e Warner Bros. Records, servindo como o quinto single da promoção do disco.

## Faixas e formatos
| Download digital |                         |         |  |
| N.º              | Título                  | Duração |  |
| 1.               | "Blow Your Mind (Mwah)" | 2:58    |  |

## Desempenho nas tabelas musicais

### Posições
| Tabela musical (2016)                         | Melhor posição |
| --------------------------------------------- | -------------- |
| Austrália (ARIA Charts)                       | 59             |
| Bélgica (Ultratop 50 de Flandres)             | 44             |
| Bélgica (Ultratop 40 da Valônia)              | 37             |
| Escócia (The Official Charts Company)         | 16             |
| Eslováquia (IFPI Slovenská Republika)         | 9              |
| Estados Unidos (Billboard Hot 100)            | 72             |
| Estados Unidos (Pop Songs)                    | 23             |
| Estados Unidos (Dance Club Songs)             | 2              |
| Finlândia (IFPI Finlândia)                    | 31             |
| Hungria (Magyar Hanglemezkiadók Szövetsége)   | 8              |
| Irlanda (Irish Recorded Music Association)    | 40             |
| Nova Zelândia (NZ Top 10 Heatseekers Singles) | 6              |
| Reino Unido (UK Singles Chart)                | 30             |
| Suécia (Veckolista Heatseeker)                | 5              |

## Histórico de lançamento
| País           | Data                   | Formato           | Gravadora       |
| -------------- | ---------------------- | ----------------- | --------------- |
| Alemanha       | 26 de agosto de 2016   | Download digital  | Vertigo Capitol |
| Estados Unidos | 26 de agosto de 2016   | Download digital  | Warner          |
| Reino Unido    | 26 de agosto de 2016   | Download digital  | Warner          |
| Suécia         | 26 de agosto de 2016   | Download digital  | Warner          |
| Itália         | 2 de setembro de 2016  | Rádios mainstream | Warner          |
| Reino Unido    | 9 de setembro de 2016  | Rádios mainstream | Warner          |
| Estados Unidos | 27 de setembro de 2016 | Rádios mainstream | Warner          |